# Orthobelus havanensis
Orthobelus havanensis är en insektsart som beskrevs av Leon Fairmaire. Orthobelus havanensis ingår i släktet Orthobelus och familjen hornstritar. Inga underarter finns listade i Catalogue of Life.